# Stanislaw Drahoen
Stanislaw Edoeardavitsj Drahoen (Wit-Russisch: Станіслаў Эдуардавіч Драгун, of Russisch: Станислав Эдуардович Драгун, Stanislav Edoeardovitsj Dragoen; Minsk, 4 juni 1988) is een Wit-Russisch voetballer die bij voorkeur als middenvelder speelt. Hij verruilde FK Orenburg in juli 2017 voor FK BATE Borisov. Drahoen debuteerde in 2011 in het Wit-Russisch voetbalelftal.

## Spelerscarrière
Drahoen debuteerde in 2004 in het betaald voetbal bij Lokomotiv Minsk. In 2007 transfereerde hij naar FC Homel. Een jaar later vertrok Drahoen naar topclub Dinamo Minsk, waar hij vier jaar lang een vaste waarde op het middenveld werd. In 2013 maakte Drahoen de overstap naar de Russische competitie, daar Krylja Sovetov Samara hem voor €1.200.000,- vastlegde. Hij tekende een contract voor drie jaar, dat hij uitdiende, waarna Drahoen transfervrij overstapte naar FC Dinamo Moskou. Na een seizoen vertrok hij naar FK Orenburg. In juli 2017 keerde Drahoen transfervrij terug naar zijn geboorteland, om te gaan spelen voor de topclub FK BATE Borisov. Met deze club werd hij tweemaal landskampioen en twee keer bekerwinnaar.

## Interlandcarrière
Drahoen kwam uit voor diverse Wit-Russische jeugdelftallen en nam met het Wit-Russisch olympisch voetbalelftal deel aan de Olympische Zomerspelen 2012 in Londen. Daar strandde het team in de groepsfase. Drahoen debuteerde op 10 augustus 2011 voor het Wit-Russisch voetbalelftal in een vriendschappelijke wedstrijd tegen Bulgarije (1–0 winst). Hij viel die dag in de 46ste minuut in voor Aljaksandr Koeltsjy. Drahoen maakte zijn eerste interlandtreffer op 7 oktober 2011 in een EK-kwalificatiewedstrijd in en tegen Roemenië (2–2).
| Interlanddoelpunten van Stanislaw Drahoen voor Wit-Rusland | Interlanddoelpunten van Stanislaw Drahoen voor Wit-Rusland | Interlanddoelpunten van Stanislaw Drahoen voor Wit-Rusland | Interlanddoelpunten van Stanislaw Drahoen voor Wit-Rusland | Interlanddoelpunten van Stanislaw Drahoen voor Wit-Rusland | Interlanddoelpunten van Stanislaw Drahoen voor Wit-Rusland |
| No.                                                        | Datum                                                      | Wedstrijd                                                  | Score                                                      | Uitslag                                                    | Competitie                                                 |
| Als speler van Dinamo Minsk                                | Als speler van Dinamo Minsk                                | Als speler van Dinamo Minsk                                | Als speler van Dinamo Minsk                                | Als speler van Dinamo Minsk                                | Als speler van Dinamo Minsk                                |
| ---------------------------------------------------------- | ---------------------------------------------------------- | ---------------------------------------------------------- | ---------------------------------------------------------- | ---------------------------------------------------------- | ---------------------------------------------------------- |
| 1                                                          | 7 oktober 2011                                             | Roemenië – Wit-Rusland                                     | 2 – 2                                                      | 2 – 2                                                      | EK 2012 kwalificatie                                       |
| 2                                                          | 7 juni 2012                                                | Wit-Rusland – Litouwen                                     | 1 – 1                                                      | 1 – 1                                                      | Vriendschappelijk                                          |
| 3                                                          | 16 oktober 2012                                            | Wit-Rusland – Georgië                                      | 2 – 0                                                      | 2 – 0                                                      | WK 2014 kwalificatie                                       |
| Als speler van Krylja Sovetov Samara                       |                                                            |                                                            |                                                            |                                                            |                                                            |
| 4                                                          | 8 september 2014                                           | Luxemburg – Wit-Rusland                                    | 1 – 1                                                      | 1 – 1                                                      | EK 2016 kwalificatie                                       |
| 5                                                          | 9 oktober 2015                                             | Slowakije – Wit-Rusland                                    | 0 – 1                                                      | 0 – 1                                                      | EK 2016 kwalificatie                                       |
| Als speler van FK BATE Borisov                             |                                                            |                                                            |                                                            |                                                            |                                                            |
| 6                                                          | 8 september 2018                                           | Wit-Rusland – San Marino                                   | 2 – 0                                                      | 5 – 0                                                      | UEFA Nations League 2018/19                                |
| 7                                                          | 8 september 2018                                           | Wit-Rusland – San Marino                                   | 4 – 0                                                      | 5 – 0                                                      | UEFA Nations League 2018/19                                |
| 8                                                          | 15 november 2018                                           | Luxemburg – Wit-Rusland                                    | 0 – 1                                                      | 0 – 2                                                      | UEFA Nations League 2018/19                                |
| 9                                                          | 15 november 2018                                           | Luxemburg – Wit-Rusland                                    | 0 – 2                                                      | 0 – 2                                                      | UEFA Nations League 2018/19                                |
| 10                                                         | 18 november 2018                                           | San Marino – Wit-Rusland                                   | 0 – 1                                                      | 0 – 2                                                      | UEFA Nations League 2018/19                                |
| 11                                                         | 13 oktober 2019                                            | Wit-Rusland – Nederland                                    | 1 – 2                                                      | 1 – 2                                                      | EK 2020 kwalificatie                                       |

## Erelijst
BATE Borisov
- Landskampioenschap

2017, 2018
- Beker van Wit-Rusland

2020, 2021